# Władimir But
Władimir But (ros. Владимир Владимирович Бут, ur. 7 września 1977 roku w Noworosyjsku) – piłkarz rosyjski, grający na pozycji pomocnika. Jego brat Witalij But również jest piłkarzem.

## Kariera klubowa
But już jako 15-letni piłkarz trafił do pierwszej kadry Czernomoriec Noworosyjsk, gdzie grał przez 2 lata. Podczas Mistrzostw Europy juniorów młodszych w Irlandii został dostrzeżony przez łowców talentów Borussii Dortmund, a miało to miejsce w 1994 roku.
Po dwóch latach gry w zespole juniorskim został włączony do pierwszej kadry na sezon 1996/97 i pomógł Borussii wygrać Ligę Mistrzów, zostając drugim po Igorze Dobrowolskim Rosjaninem, który tego dokonał. Przez trzy lata gry w Dortmundzie wyrobił sobie tak dobrą markę, że był uznawany za jeden z największych talentów Europie. But, jednak niespodziewanie zdecydował się na transfer przeciętnego SC Freiburg. Przez 2 sezony był ważnym ogniwem zespołu z Fryburga, lecz w 2003 roku popadł w konflikt z legendarnym trenerem Volkerem Finke i został odsunięty od składu. Odszedł do Hannoveru 96, jednak nie zagrzał tam długo miejsca i po roku postanowił wrócić do ojczyzny. Został zawodnikiem Szynnika Jarosław. Słaba forma i brak ogrania spowodowały, iż bardzo szybko rozwiązano z nim kontrakt. Przez bardzo długi czas był wolnym agentem. Przybył na testy do klubu FC Dinamo Bukareszt, ale nie został zatrudniony, ze względu na bardzo słabą dyspozycję fizyczną.
W 2008 roku wrócił do czynnego uprawiania futbolu, podpisując kontrakt ze swoim pierwszym klubem Czernomoriec Noworosyjsk, grając w Pierwyj diwizion pokazał niezłą formę, strzelając gole w spotkaniach z: Dinamo Barnauł, Zwiezdą Irkuck i Torpedo Moskwa. Mimo to klub nie zdecydował się przedłużyć kontraktu z Butem, który ogłosił zakończenie kariery, jednak pół roku później okazało się, iż zawodnik podpisał kontrakt z Levadiakosem. Wkrótce wyszło na jaw, że żadnej umowy nie podpisano, a sam piłkarz trafił do OFI Kreta.

## Kariera reprezentacyjna
W latach 1998–2000 But rozegrał 2 spotkania w seniorskiej reprezentacji Rosi, oraz 7 w eliminacjach do Igrzysk Olimpijskich w Sydney. Debiutował w spotkaniu z Białorusią 17 sierpnia 1998 roku, wchodząc z ławki w 70 min. meczu. Ostatnim jego reprezentacyjnym meczem była potyczka z Izraelem 23 lutego 2000.